# Patellapis lyalli
Patellapis lyalli är en biart som först beskrevs av Gregory B. Pauly 2001.  Patellapis lyalli ingår i släktet Patellapis och familjen vägbin. Inga underarter finns listade i Catalogue of Life.